# Флёново
Флёново — деревня в Смоленской области России, в Смоленском районе. Население — 27 жителей (2007 год). Расположена в западной части области в 13,5 км к юго-востоку от г. Смоленска, в 2,5 км к востоку от автодороги А141 Орёл — Витебск.
Входит в состав Талашкинского сельского поселения. Улицы: Музейная.

## История
Название происходит от народного варианта женского имени Фаина (Флена). В прошлом хутор. В 1894 году был куплен Марией Тенишевой и здесь была создана сельскохозяйственная школа.

## Достопримечательности
- «Теремок» — деревянный домик, украшенный резьбой по мотивам русских былин и сказов, построенный по проекту С. В. Малютина в 1901 году. Сначала там размещалась школьная библиотека, а позже — вышивальная мастерская. Сейчас в Теремке располагается музей — «Историко-архитектурный комплекс „Теремок“», филиал Смоленского государственного музея-заповедника.
- Храм Святого Духа. Церковь построена по совместному проекту С. В. Малютина, М. К. Тенишевой и И. Барщевского. Автор внутренних росписей (практически не сохранившихся) и мозаики над входом в церковь «Спас Нерукотворный» — Н. К. Рерих.

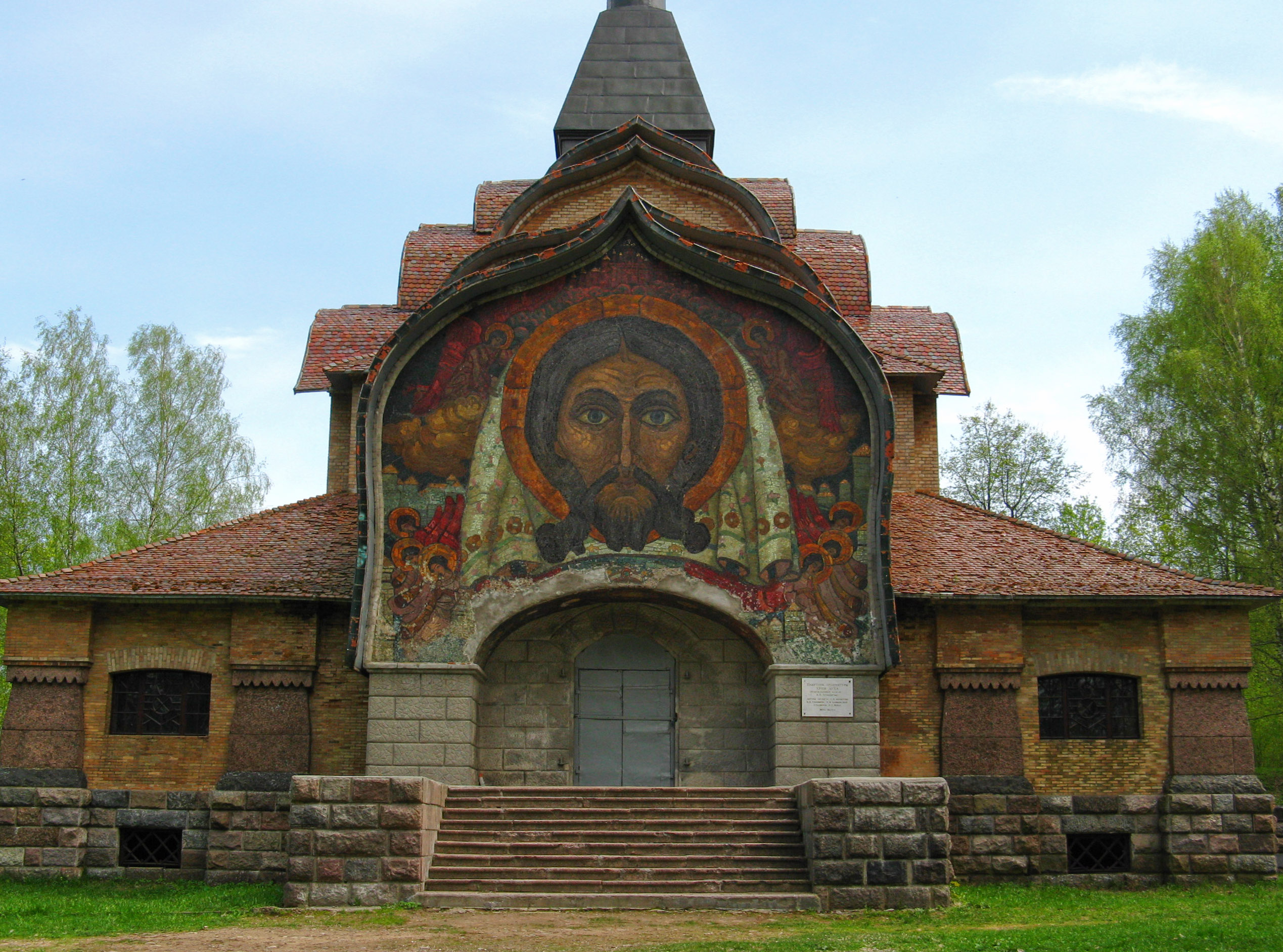
Храм Святого Духа. Мозаика «Спас Нерукотворный» Николая Рериха
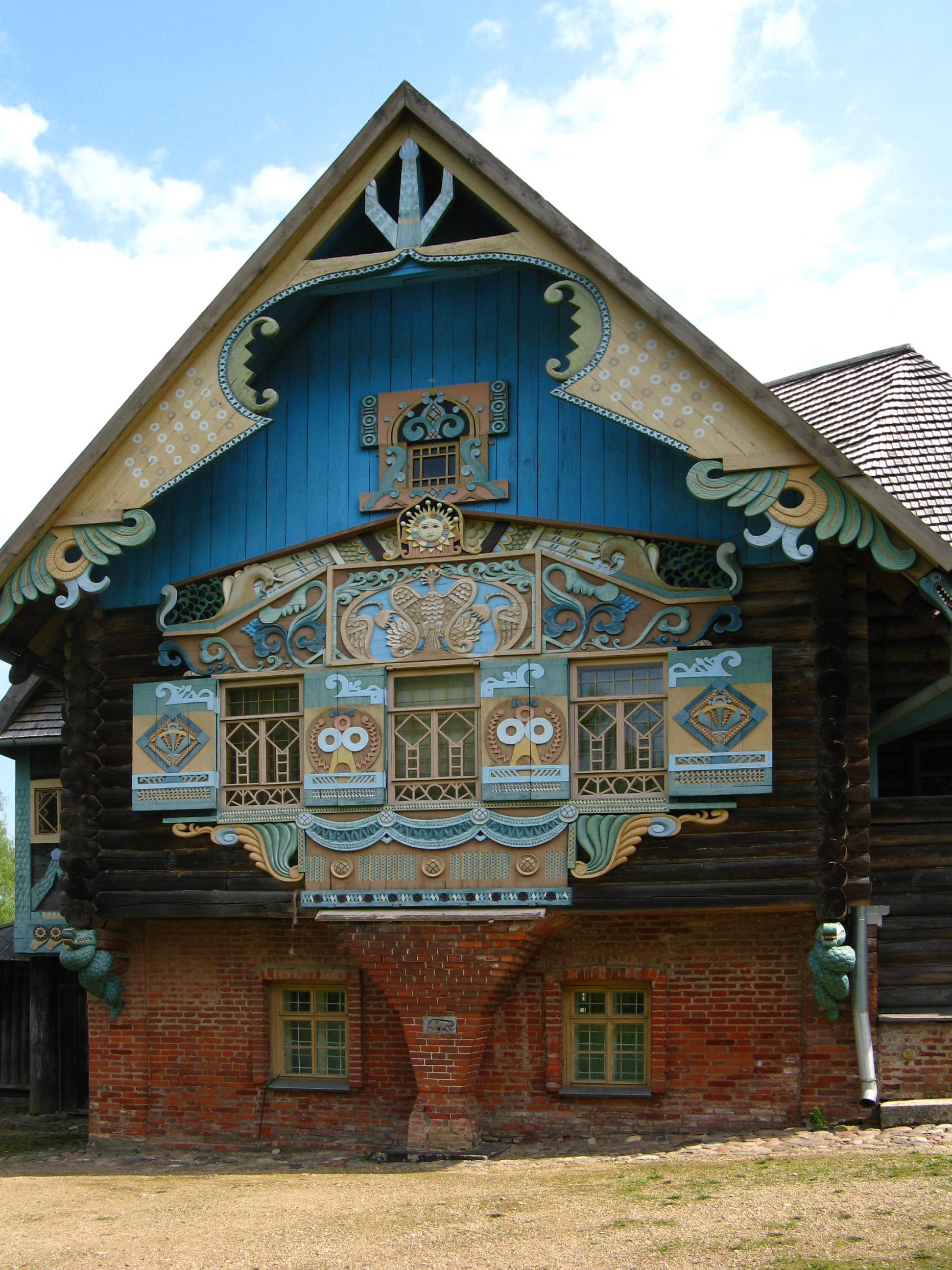
Изба «Теремок»